# Zooropa (曲)
「Zooropa」(ズーロッパ)は、U2の1993年のアルバム『Zooropa』に収録されている曲。

## 概要
エッジがサウンドエンジニアのジョー・オハーリーとともにツアー中にやったサウンドチェックの中から曲作りに使えそうな部分を抜き出してバッキングトラックを作った。イントロは別物で、フラッドがバンドのジャムセッションから適当な部分を抜き出し、アンビエント・ミックスを施したものである。イントロで鳴っているベースギターを弾いているのはラリーで、エッジがギターリフに取りかかっている時に思いついたもの。それから曲はフラッドによってステレオミックスが施され、さらにイーノがキーボードの音を加えて、かなり雰囲気が異なるものにした。そしてエッジがギターの音を加えて、曲はほぼ完成に近づいたが、その段になってバンドサウンドチェックから作ったバッキングトラックに懐疑的になり、皆でその部分を演奏し直して、それを曲に使った。
ボノは映画『ブレードランナー』を音声化したような曲と述べており、歌詞の最初のほうには、ドイツ語で「Lead through technology」を意味するアウディの宣伝文句「Vorsprung durch technik」が使われており、他にもコルゲート（アメリカの日常用品メーカー）、Daz（アメリカのソフトウェア会社）、フェアリー（アメリカの日常用品メーカー・プロクター・アンド・ギャンブル洗剤のブランド）の宣伝文句がつかわれている。
シングルカットされていなのにも関わらず、USアルバムトラック・チャートで8位、モダンロックトラック・チャートで13位を記録した。

## ライブ
Zoo TVツアーでは短縮ヴァージョンが3度演奏されたが、ライブで再現するのは難しいということで、すぐにセトリから外れた。360度ツアーで久しぶりに演奏され、初めて演奏された日にはツイッターのトレンドワードに「Zooropa」が表示された。